# 南瓜
南瓜是南瓜属（Cucurbita）多个可食用物种的果实的通称，原产于北美洲。“南瓜”一词可以指：
- 英语含义，即南瓜属下颜色金黄、圆形的冬季成熟果实。也取攀缘特性以及其为葫芦目作物瓜果蒲之意，音译为攀蒲。
- 中国南瓜的果实，冬季收获时基本符合第一条特征。也称倭瓜，有时会按照栽培种的果实特征和成熟度区分。
- 南瓜属可食果实的泛称，即英语含义，包括笋瓜（印度南瓜的夏季嫩果）、西葫芦（美洲南瓜的夏季嫩果）等其他栽培种。

本条目的主题为前两条定义的南瓜。因其瓜肉呈金黃色，閩南和台灣的閩南方言以及客家方言、福州方言、大鵬方言、金華方言稱為金瓜；在潮汕地區稱為番瓜（因外來物明朝稱属“番”，而是美洲傳來之物而稱番，如番鴨）。
南瓜嫩果味甘适口，是夏秋季节的瓜菜之一。老瓜可作饲料或杂粮，所以在中国很多地方又称南瓜为饭瓜。在西方南瓜常用来做成南瓜派，即南瓜甜饼。南瓜瓜子可以做零食。

## 形态
一年生攀缘草本，莖蔓生呈五棱形，無剛刺；五角狀星形的葉子，叶脈間有白斑；雌雄異花同株，黄色的花冠裂片大，前端長而尖，雌花花萼裂片叶狀；果實近圓形，果面平滑或有瘤，成熟后有白粉，褐色，有斑紋，果柄五棱，與果實相接的部分膨大成五角形的梗座。

## 文化
南瓜（冬季果）在英語世界的万圣节常被刻成灯笼，用來做裝飾等擺設。又稱為“杰克南瓜灯”。
因為歐洲過去是使用蕪菁製作萬聖節燈籠，但殖民時期移民使用美洲原住民給的南瓜雕刻燈籠作為萬聖節裝飾，傳回歐洲後也以南瓜燈籠為主流。

## 食用
冬季熟果果肉是黃色，可食用，含維他命A、糖、澱粉質、胡蘿蔔素，味美。可整塊烤熟或煮熟後食用，或打成泥。種仁類似瓜子，烤或炒熟後可食，或者製作南瓜湯。莖葉可作為青菜。

## 圖片

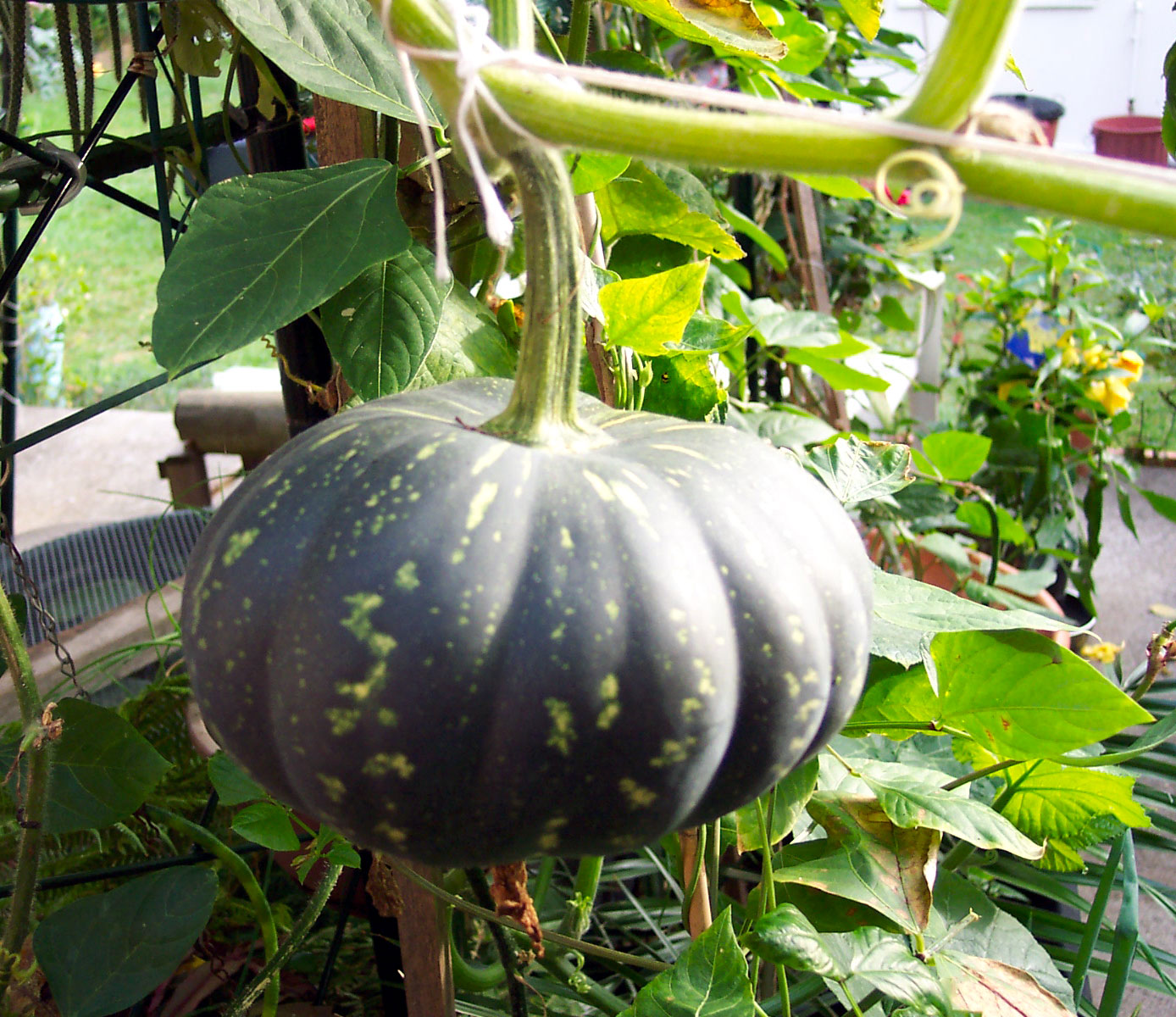
生长中的南瓜
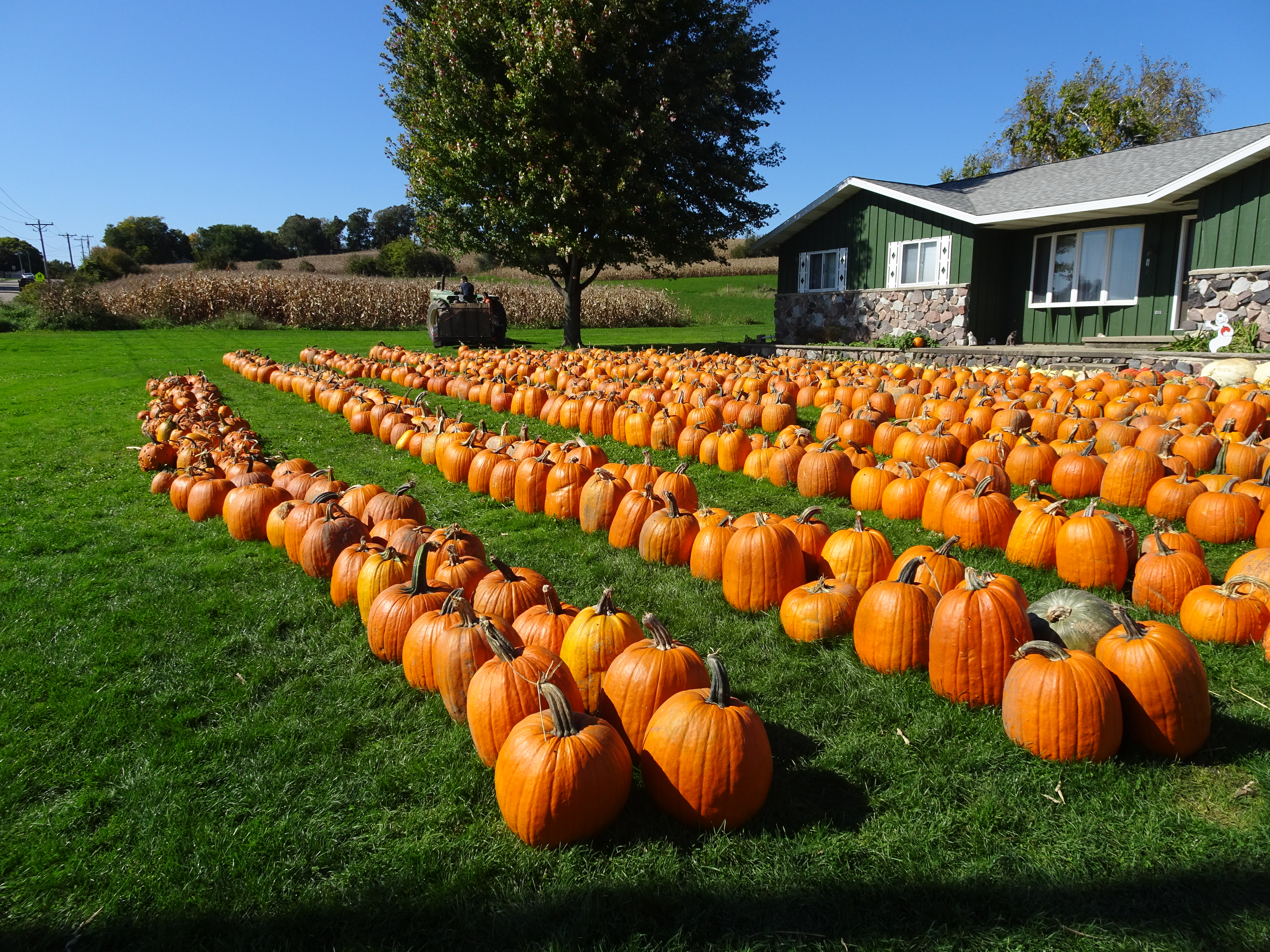
農場上的南瓜
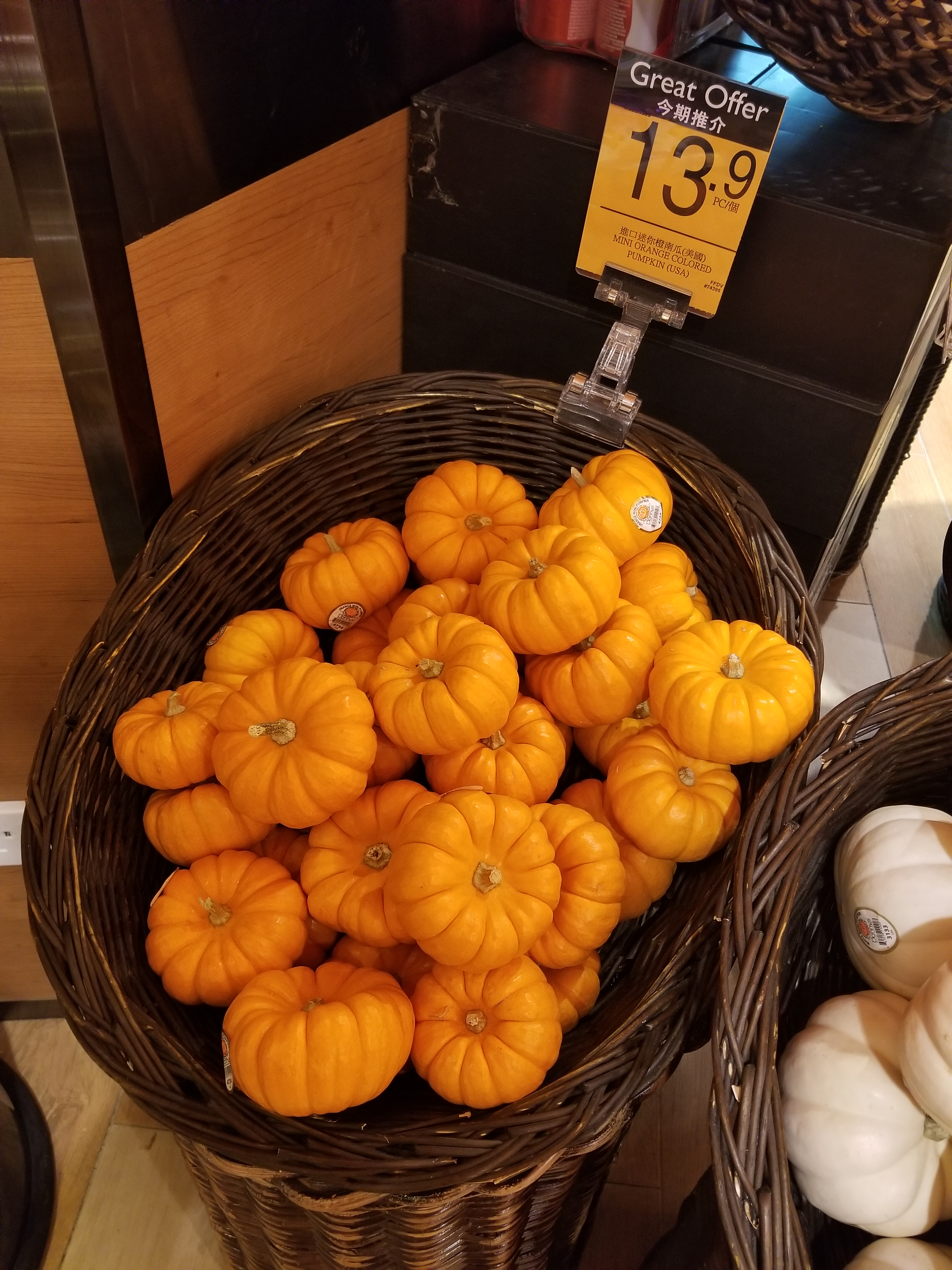
市場上的南瓜
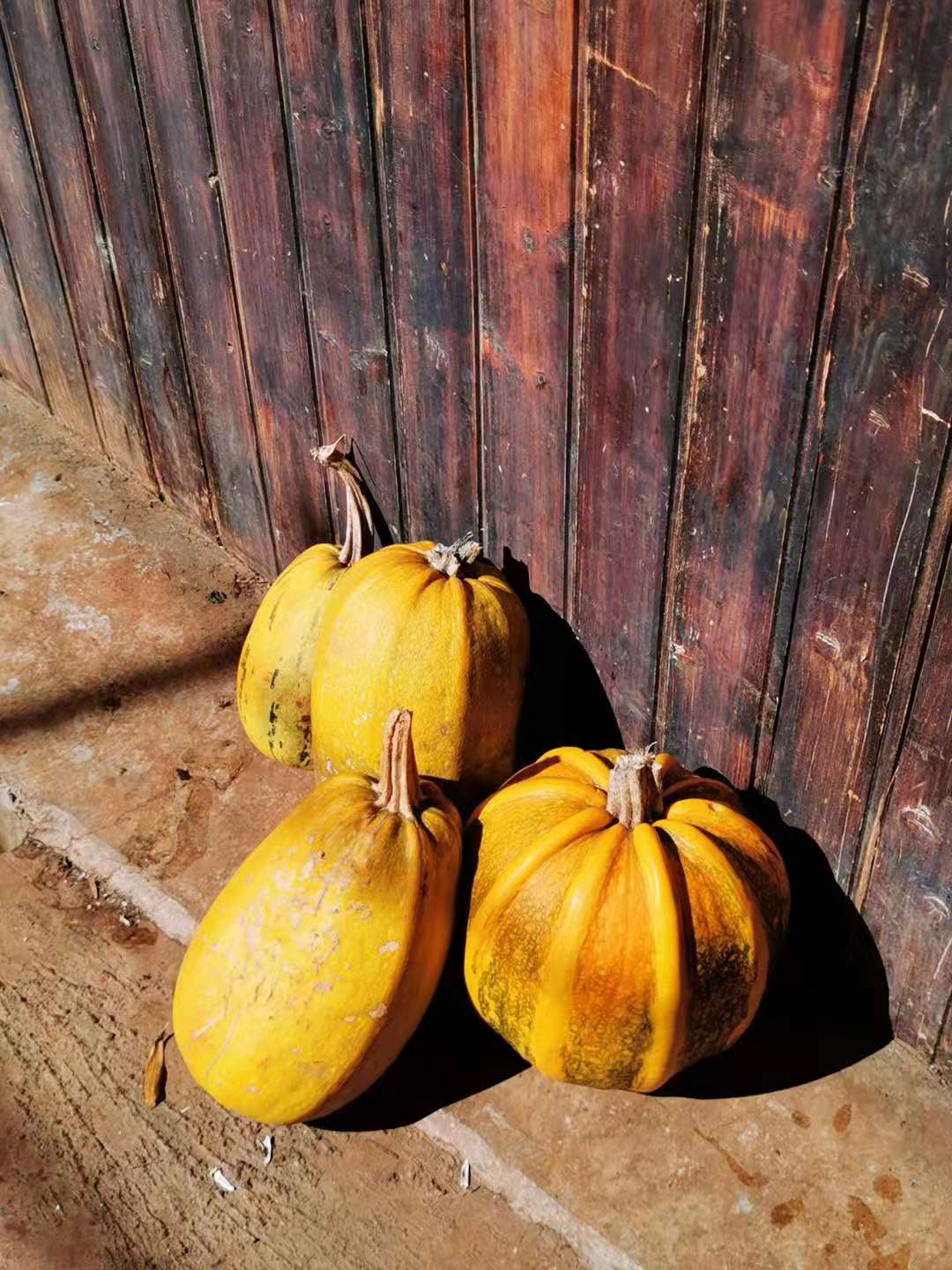
民宅南瓜，造型特殊
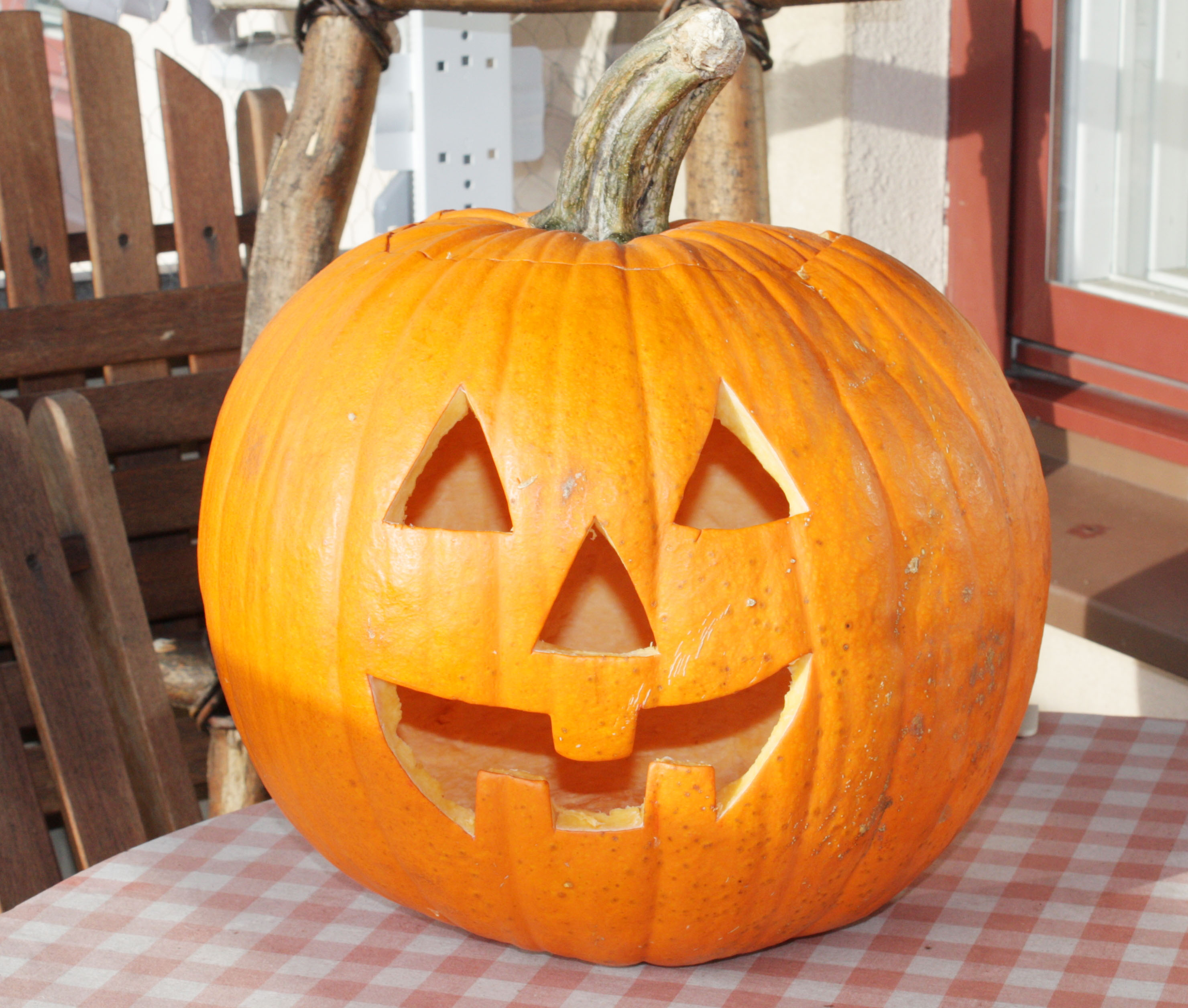
杰克南瓜燈
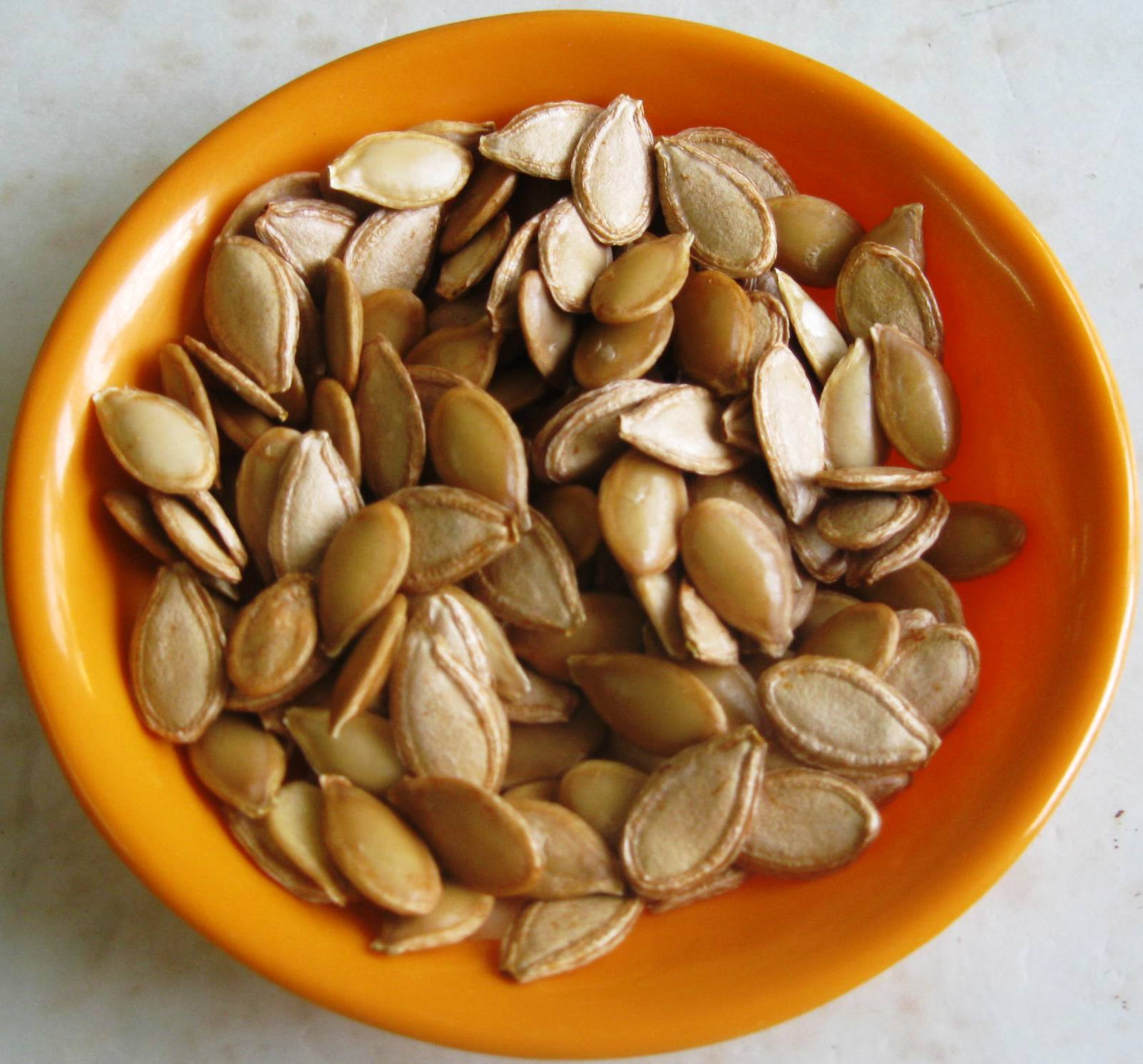
南瓜籽（成熟）

### 引用
1. ↑  刘宜生、王长林、王迎杰. . 中国蔬菜. 2007, (5).

## 延伸閱讀
- Cindy Ott, Pumpkin: The Curious History of an American Icon. Seattle, WA: University of Washington Press, 2012.

## 外部連結
- 南瓜, Nangua（页面存档备份，存于） 藥用植物圖像數據庫 (香港浸會大學中醫藥學院) （中文）（英文）
- Squash Display at Missouri Botanical Garden（页面存档备份，存于） — Pics of 150 varieties from The Great Pumpkin Patch, Arthur, IL
- Pumpkin seeds on The worlds Healthiest Foods（页面存档备份，存于）, The George Mateljan Foundation.
- Illinois Leads Nation in Pumpkin Production（页面存档备份，存于）, Illinois Department of Agriculture.
- The Largest Pumpkin Ever（页面存档备份，存于）, bigpumpkins.com.
- Keene Pumpkin Festival, list of world records.